# NGC 2694
NGC 2694 ist eine elliptische Galaxie vom Hubble-Typ E1 im Sternbild Großer Bär. Sie ist schätzungsweise 228 Millionen Lichtjahre von der Milchstraße entfernt und hat einen Durchmesser von etwa 80.000 Lj. Sie ist wahrscheinlich mit dem System NGC 2693 gravitativ gebunden.
Das Objekt wurde am 9. März 1850 von George Stoney entdeckt.